# Fuentecarmoa
Fontecarmoa[cita requerida] (oficialmente San Pedro de Fontecarmoa) es una parroquia española del municipio de Villagarcía de Arosa, perteneciente a la provincia de Pontevedra, en la comunidad autónoma de Galicia.

## Toponimia
El lugar puede aparecer referido como «Fuentecarmoa»,[cita requerida] «Fontecarmoa», «Fuente Carmoa», «San Pedro de Fuente Carmoa» y «San Pedro de Fontecarmoa».

## Historia
Hacia mediados del siglo XIX, el lugar, por entonces referido como una feligresía, tenía contabilizada una población de 92 habitantes. Aparece descrito en el octavo volumen del Diccionario geográfico-estadístico-histórico de España y sus posesiones de Ultramar de Pascual Madoz con las siguientes palabras:

FUENTE CARMOA (San Pedro): felig. en la prov. de Pontevedra (3 1/2 leg.), part. jud. de Cambados (1 1/2), dióc. de Santiago; ayunt. de Villagarcia (1/4): sit. en las inmediaciones de la ria de Arosa, con libre ventilacion, clima templado y sano. Tiene unas 18 casas de mediana fáb. y poca comodidad. La igl. parr. (San Pedro), se halla servida por un cura de provision en concurso. Confina el térm. N. Villagarcia; E. Cornazo; S. Sobradelo, y O. Sobran. El terreno es bastante llano, y muy fértil. Atraviesa por esta felig. el camino que dirige desde Villagarcia á Fefiñanes y Cambados. prod.: trigo, maiz, centeno, hortaliza y frutas: hay ganado vacuno y lanar, y caza de varias especies. pobl.: 18 vec., 92 alm. contr.: con su ayunt. (V.)
(Madoz, 1847, p. 225)

En 2022, tenía empadronados 497 habitantes.

## Patrimonio
Hay en la parroquia una iglesia de San Pedro.